# Maurice-Eugène Filliez
Maurice-Eugène Filliez (* 20. Oktober 1811 in Le Châble; † 11. Juli 1856 ebenda) war ein Schweizer Politiker. 1854/55 gehörte er dem Ständerat an, von Dezember 1855 bis zu seinem Tod dem Nationalrat.

## Biografie
Der Sohn eines Landwirts und Grundbesitzers absolvierte die Rechtsschule in Sitten. Daraufhin war Filliez ab 1835 als Notar tätig, ab 1840 als Rechtsanwalt. Er vertrat radikalliberale Ansichten und war aktives Mitglied der Bewegung Junge Schweiz, die dem Beispiel des Jungen Europa von Giuseppe Mazzini folgte. Im Mai 1840 wurde er in den Grossen Rat des Kantons Wallis gewählt.
Vier Jahre später kam es zu gewalttätigen Auseinandersetzungen zwischen Radikalen und Konservativen, die am 21. Mai 1844 im Gefecht am Trient bei Vernayaz gipfelten. Nach dem Sieg der Konservativen hielt sich Filliez, einer der militärischen Führer der Radikalen, sechs Tage lang in einer Höhle versteckt, bis ihm die Flucht in den Kanton Waadt gelang. In Abwesenheit wurde er in einem Tribunal zu einer Gefängnisstrafe und einem zwanzigjährigen Entzug der Bürgerrechte bestraft. Er liess sich in Bex nieder und pachtete einen Bauernhof.
1847 gründete Filliez in Aigle zusammen mit anderen Exilanten ein «patriotische Komitee», das sich während des Sonderbundskriegs den eidgenössischen Truppen anschloss. Das Wallis wurde zurückerobert und eine Volksversammlung in Sitten wählte Filliez am 2. Dezember 1847 zum Mitglied der provisorischen Regierung. Er trat am 11. Januar 1848 zurück und zog wieder in den Grossen Rat ein, aus dem er drei Jahre zuvor ausgeschlossen worden war.
Von 1848 bis 1851 amtierte Filliez als Gemeindepräsident von Bagnes, danach als Gemeinderat. Er war darüber hinaus Unterstatthalter und ab 1850 Statthalter des Bezirks Entremont. Der Grosse Rat wählte ihn für die Jahre 1854/55 in den Ständerat. Nach zwei erfolglosen Nationalratskandidaturen in den Jahren 1848 und 1851 gewann er im Dezember 1855 eine Nachwahl im Wahlkreis Unterwallis. Sieben Monate später verstarb er im Alter von 44 Jahren. Der Pfarrer von Bagnes wollte Filliez das Begräbnis verweigern, fügte sich aber, nachdem einflussreiche Personen Druck ausübten.

## Werke
- La vérité à ses concitoyens du Valais. Lausanne, Juin 1847.